# Ткаршети
Ткаршети (груз. ტყარშეტი) — село в Грузии, на территории Казбегского муниципалитета края (мхаре) Мцхета-Мтианети.

## География
Село находится в северо-восточной части Грузии, на левом берегу реки Терек, на расстоянии приблизительно 6 километров (по прямой) к юго-западу от посёлка городского типа Степанцминда, административного центра муниципалитета. Абсолютная высота — 1852 метра над уровнем моря.

## Население
По результатам официальной переписи населения 2014 года в Ткаршети проживало 107 человек (7 мужчин и 15 женщин). В национальном составе грузины составляли 99,1 %, азербайджанцы — 0,9 %.
| Год  | Население, человек |
| ---- | ------------------ |
| 2002 | 218                |
| 2014 | ↘ 107              |